# Canton d'Ouzouer-sur-Loire
Le canton d'Ouzouer-sur-Loire est une ancienne division administrative française, située dans le département du Loiret et la région Centre-Val de Loire.
Il est créé sous la Révolution française en 1790 et disparait sous la Cinquième République en 2015.
À sa création, le canton porte le nom de canton de Saint-Benoît, du nom de son ancien chef-lieu, Saint-Benoît-sur-Loire.

## Histoire
Le canton est créé le 10 février 1790 sous la Révolution française ; il porte alors le nom de canton de Saint-Benoît et est inclus dans le district de Gien.

## Représentation

### Liste des conseillers généraux successifs (1833 à 2015)
| Période                                  | Période      | Identité                                    | Étiquette                       | Qualité |
| ---------------------------------------- | ------------ | ------------------------------------------- | ------------------------------- | --- |
| 1833                                     | 1848         | Comte Amédée de Béhague                     |                                 | Propriétaire à Dampierre-en-Burly |
| 1848                                     | 1861         | Jean-Baptiste Théodore Luche                |                                 | Ancien huissier, propriétaire maire de Saint-Benoît-sur-Loire |
| 1861                                     | 1867         | Comte Octave de Béhague                     |                                 | Propriétaire du château de Dampierre-en-Burly |
| 1867                                     | 1871         | Comte Amédée de Béhague (père du précédent) |                                 | Agronome, propriétaire du château de Dampierre-en-Burly, Pair de France |
| 1871                                     | 1884 (décès) | Jean-Baptiste Théodore Luche                |                                 | Maire de Saint-Benoît-sur-Loire |
| 1884                                     | 1889         | Louis Carré de Bray                         |                                 | Propriétaire à Dampierre-en-Burly |
| 1889                                     | 1895         | Paul Muzet                                  | Droite                          | Maire de Saint-Benoît-sur-Loire (1889-1892) |
| 1895                                     | 1919         | Ulysse Persillard                           | Radical                         | Médecin, maire de Saint-Benoît-sur-Loire (1892-1912) |
| 1919                                     | 1937         | Eugène Marchand                             | Radical                         | Maire de Saint-Benoît-sur-Loire (1919-1936) |
| 1937                                     | 1940         | Daniel Lelong (1883-1943)                   | Radical                         | Cafetier Maire de Saint-Benoît-sur-Loire (1936-1943) Nommé conseiller départemental en 1943 Décédé en mai 1943 |
|                                          |              | Seconde Guerre mondiale                     |                                 | |
| 1945                                     | 1982         | Gaston Girard                               | CNIP puis UNR puis UDR puis RPR | Agriculteur Député du Loiret (1973-1981) Maire de Saint-Benoît-sur-Loire (1945-1979) |
| 1982                                     | 1990 (décès) | Robert Souesme                              | DVD                             | Notaire Maire de Saint-Benoît-sur-Loire (1979-1990) |
| 1990                                     | 2015         | Claude de Ganay                             | RPR puis UMP                    | Cadre de la fonction publique territoriale Vice-président du Conseil général (depuis 2001) Maire de Dampierre-en-Burly (1995-2014) Suppléant du député Jean-Louis Bernard (2002-2012) Député du Loiret (2012-2022) Président de la communauté de communes du Val d'Or et Forêt (depuis 2002) |
| Les données manquantes sont à compléter. |              |                                             |                                 | |

### Conseillers d'arrondissement (de 1833 à 1940)
| Période                                  | Période          | Identité                                       | Étiquette | Qualité |
| ---------------------------------------- | ---------------- | ---------------------------------------------- | --------- | --- |
| 1833                                     | 1836             | Vicomte des Ligneries                          |           | Propriétaire, maire d'Ouzouer-sur-Loire                                                                     |
| 1836                                     | 1845             | Simon Lacroix (1779-1857)                      |           | Propriétaire, maire de Bray-en-Val                                                                          |
| 1845                                     | 1848             | Alexandre Charles Stanislas Le Ber (1805-1850) |           | Conseiller à la Cour royale d'Orléans                                                                       |
| 1848                                     |                  | Félix Lacroix (1813-1877)                      |           | Propriétaire, maire des Bordes                                                                              |
|                                          |                  |                                                |           | |
|                                          | 1884 (démission) | M. Amand                                       |           | |
|                                          |                  |                                                |           | |
|                                          | 1894 (démission) | Joseph Chevallier                              |           | Huissier à Ouzouer-sur-Loire                                                                                |
|                                          |                  |                                                |           | |
| 1919                                     | 1940             | Louis Touquoy                                  | Radical   | Cultivateur, maire des Bordes                                                                               |
| 1940                                     |                  |                                                |           | Les conseils d'arrondissement ont été suspendus par la loi du 12 octobre 1940 et n'ont jamais été réactivés |
| Les données manquantes sont à compléter. |                  |                                                |           | |

### Résultats électoraux détaillés
- Élections cantonales de 2001 : Claude de Ganay (RPR) est élu au 2e tour avec 57,74 % des suffrages exprimés, devant Jean-Michel Besse (Divers droite) (42,26 %). Le taux de participation est de 56,81 % (3 566 votants sur 6 277 inscrits)[7].
- Élections cantonales de 2008 : Claude de Ganay (UMP) est élu au 1er tour avec 57,95 % des suffrages exprimés, devant Mary-Bridget  Foucher  (VEC) (17,57 %) et Richard  Rogelet  (PCF) (13,01 %). Le taux de participation est de 68,56 % (4 857 votants sur 7 084 inscrits)[8].

## Géographie

### Composition
Le canton d'Ouzouer-sur-Loire, d'une superficie de 158 km2, est composé de six communes.
| Nom                    | Code Insee | Intercommunalité   | Superficie (km2) | Population (dernière pop. légale) | Densité (hab./km2) |
| ---------------------- | ---------- | ------------------ | ---------------- | --------------------------------- | ------------------ |
| Bonnée                 | 45039      | CC du Val de Sully | 11,61            | 687 (2014)                        | 59                 |
| Les Bordes             | 45042      | CC du Val de Sully | 24,02            | 1 823 (2014)                      | 76                 |
| Bray-en-Val            | 45051      | CC du Val de Sully | 22,32            | 1 414 (2014)                      | 63                 |
| Dampierre-en-Burly     | 45122      | CC du Val de Sully | 47,44            | 1 368 (2014)                      | 29                 |
| Ouzouer-sur-Loire      | 45244      | CC du Val de Sully | 34,27            | 2 722 (2014)                      | 79                 |
| Saint-Benoît-sur-Loire | 45270      | CC du Val de Sully | 18,27            | 2 067 (2014)                      | 113                |

### Démographie

#### Évolution démographique
En 2012, le canton comptait 9 981 habitants.
| 1962  | 1968  | 1975  | 1982  | 1990  | 1999  | 2006  | 2011  | 2012  |
| ----- | ----- | ----- | ----- | ----- | ----- | ----- | ----- | ----- |
| 5 096 | 5 358 | 6 089 | 7 478 | 8 034 | 8 649 | 9 376 | 9 947 | 9 981 |

#### Âge de la population
La pyramide des âges, à savoir la répartition par sexe et âge de la population, du canton d'Ouzouer-sur-Loire en 2009 ainsi que, comparativement, celle du département du Loiret la même année sont représentées avec les graphiques ci-dessous. La population du canton comporte 50 % d'hommes et 50 % de femmes. Elle présente en 2009 une structure par grands groupes d'âge similaire à celle de la France métropolitaine. Il existe en effet 112 jeunes de moins de 20 ans pour cent personnes de plus de 60 ans, soit un indice de jeunesse de 1,12, alors que pour la France cet indice est de 1,06. L'indice de jeunesse du canton est également supérieur à celui  du département (1,1) et à celui de la région (0,95).
| Hommes | Classe d’âge | Femmes |
| ------ | ------------ | ------ |
| 0,5    | 90 ans ou +  | 1,3    |
| 6,4    | 75 à 89 ans  | 9,0    |
| 13,3   | 60 à 74 ans  | 14,4   |
| 21,1   | 45 à 59 ans  | 19,9   |
| 22,4   | 30 à 44 ans  | 20,9   |
| 15,9   | 15 à 29 ans  | 15,4   |
| 20,4   | 0 à 14 ans   | 19,1   |

| Hommes | Classe d’âge | Femmes |
| ------ | ------------ | ------ |
| 0,4    | 90 ans ou +  | 1,1    |
| 6,6    | 75 à 89 ans  | 9,5    |
| 13,4   | 60 à 74 ans  | 13,9   |
| 20,1   | 45 à 59 ans  | 20,0   |
| 20,3   | 30 à 44 ans  | 19,5   |
| 19,3   | 15 à 29 ans  | 17,7   |
| 19,9   | 0 à 14 ans   | 18,2   |